# مرزهای جمهوری آذربایجان

مرزهای جمهوری آذربایجان

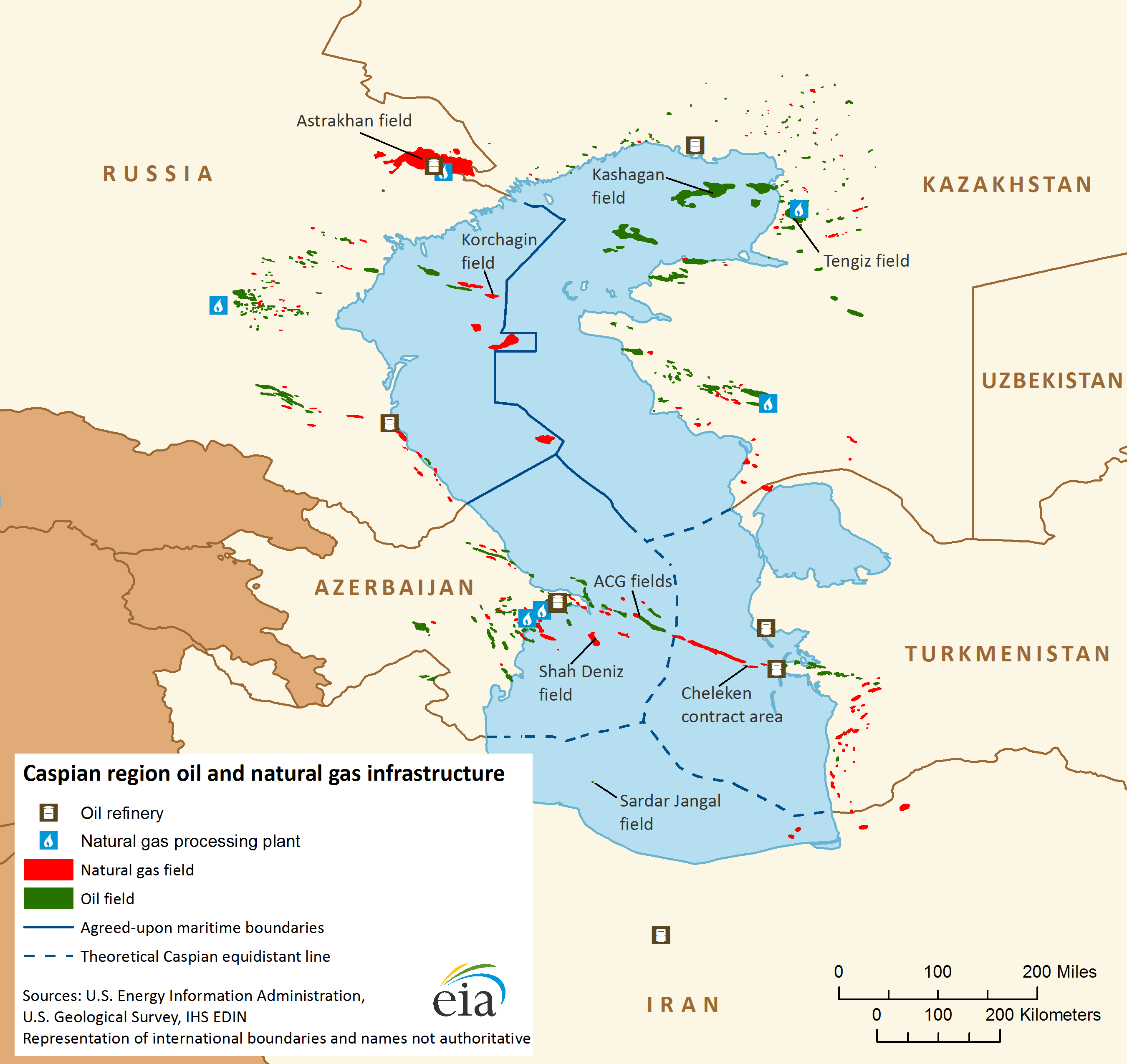
مرزهای دریایی فرضی ثابت و نامشخص در دریای کاسپین

مرزهای جمهوری آذربایجان مرزهای زمینی و دریایی جمهوری آذربایجان را تعیین می‌کند. جمهوری آذربایجان دارای مرز زمینی بین‌المللی با ۵ کشور است.
جمهوری آذربایجان از شمال با روسیه، از شمال‌غرب با گرجستان، از جنوب با ایران، از غرب با ترکیه (از طریق مرز زمینی نخجوان) و از غرب با ارمنستان همسایه است؛ همچنین از شرق با دریای کاسپین هم‌مرز است.
علاوه بر این، چند ناحیه از این کشور در خاک ارمنستان محاط شده‌است که عبارتند از برخوردارلی، یوخاری اسکی‌پارا و کرکی (تیگراناشن) (واقع در شمال منطقه نخجوان). 
اگرچه جمهوری آذربایجان به‌عنوان یک کشور محصور در خشکی به‌شمار می‌آید و به دریاهای آزاد (اقیانوس‌ها) دسترسی ندارد، اما دارای ۷۱۳ کیلومتر خط ساحلی با دریای کاسپین است که با توجه به تعاریف و تفسیرهای مختلف دریاچه یا حوضه بسته به‌شمار می‌آید. این کشور همچنین از راه دریایی با ۴ کشور ایران، ترکمنستان، روسیه و قزاقستان هم‌مرز است. مرزهای دریایی این کشور با روسیه و قزاقستان به‌طور کامل مشخص شده‌است اما همچنان مرزهای با ایران و ترکمنستان به‌طور کامل مشخص نیست و مورد اختلاف است.

## مرزهای زمینی
جدول کشورهای دارای مرز زمینی با جمهوری آذربایجان (به‌ترتیب طول مرز)
| / | کشور     | طول (کیلومتر)                       |
| - | -------- | ----------------------------------- |
| ۱ | ارمنستان | ۱۰۰۷ (۲۲۱ کیلومتر در مرز با نخجوان) |
| ۲ | ایران    | ۷۶۵ (۱۷۹ کیلومتر در مرز با نخجوان)  |
| ۳ | گرجستان  | ۴۸۰                                 |
| ۴ | روسیه    | ۳۹۰                                 |
| ۵ | ترکیه    | ۸ (همه در مرز با نخجوان)            |
|   | جمع      | ۲۶۵۰                                |